# گیورگی زانتارایا
گیورگی زانتارایا (گرجی: გიორგი ზანთარაია؛ زادهٔ ۲۱ اکتبر ۱۹۸۷) جودوکار گرجی‌تبار اهل اوکراین است.